# Rudolf Meringer
Rudolf Meringer (1859-1931) foi um linguista austríaco, nascido em 1859 na cidade de Viena. Foi professor de linguística indo-europeia na Universidade de Graz e coautor, conjutamente com o psiquiatra Mayer, do livro Lapsos na fala e na escrita (Versprechen und Verlesen). Demonstrou que os lapsos não são aleatórios, mas formados por determinados modos. Morreu em 1931.